# قاعدة كركوش للتدريب العسكري
قاعدة كركوش للتدريب العسكري كانت منشأة تابعة لجيش الولايات المتحدة بالقرب من مدينة بلدروز في محافظة ديالى، العراق.

## قاعدة كالدويل للعمليات الأمامية
سُمّيت قاعدة كالدويل للعمليات الأمامية تيمنًا بالجندي الأمريكي ناثانيال أ. كالدويل من أوماها، نبراسكا، الذي قُتل في 21 مايو/أيار 2003 عندما انقلبت سيارته ليلًا أثناء سيرها بسرعة مفرطة في بغداد، العراق. عُيّن كالدويل في كتيبة الدعم الجوي 404، فرقة المشاة الرابعة، فورت هود، تكساس.
حتى وصول الجيش الأمريكي، كانت قاعدة كالدويل للعمليات الأمامية قاعدة عسكرية عراقية مهجورة. بدأ بناء القاعدة في منتصف ثمانينيات القرن الماضي من قبل الحكومة التشيكوسلوفاكية، وتوقف في أواخر الثمانينيات أو أوائل التسعينيات. تبلغ مساحة المنشأة بأكملها حوالي 100 أكر (0.40 كـم2) وتضم عدة مجموعات من المباني متوسطة الحجم تُسمى "بودز". يوجد مصنع للطوب على بُعد كيلومتر واحد خارج كركوش يحتوي على عدة مداخن دخان أسود على ارتفاع حوالي 50 قدم (15 م) عالية.
تقع قاعدة كالدويل للعمليات المتقدمة في مجمع يقع داخل قاعدة كركوش للتدريب العسكري (KMTB)، العراق (نظام مرجع شبكة ميركاتور 38SNC 22027 30374) على بعد حوالي 70 ميل (110 كـم) شرق بغداد، بالقرب من الحدود الإيرانية. تقع كركوش على بعد حوالي 90 كم شمال شرق بغداد و20 كم من الحدود الإيرانية. تقع كركوش [33°43'10"N 045°17'24"E] شرق مدينة بلدروز، العراق.

### الوحدات العسكرية
عاشت وعملت عدة وحدات من الجيش الأمريكي في قاعدة كالدويل للعمليات الأمامية وقاعدة KMTB ككل. وشملت الوحدات المتمركزة في قاعدة كالدويل للعمليات الأمامية ما يلي:
- أسست فرقة المشاة 1-10، فوج المشاة الرابع، فوج العمليات الملكية الأسترالي 309، وفرقة المشاة 1-17 معسكر كالدويل في يونيو 2003، وتخلت عن قيادتها إلى فرقة القتال باللواء 30 في مارس 2004.
- G Battery 202 ADA، فريق القتال باللواء الثقيل الثلاثين (الولايات المتحدة)، فريق الإنذار المبكر 4، HHB 4-3 ADA فرقة المشاة الأولى (الولايات المتحدة) (احتفظت بها في عام 2004)
- فوج الفرسان المدرع رقم 278 (الولايات المتحدة)
- 1-32 سلاح الفرسان[1](RSTA)
- 5- حصل فوج الفرسان 73 (الولايات المتحدة) (-) على وسام الوحدة الرئاسية للعمليات التي أجراها أثناء التعيين في قاعدة كالدويل للعمليات الأمامية
- حصل السرب الثاني من فوج الفرسان المدرع الثالث (-) على جائزة الوحدة الشجاعة عن العمليات التي أجراها أثناء تعيينه في قاعدة كالدويل للعمليات الأمامية، من نوفمبر 2007 إلى أكتوبر 2008.
- B Btry 2/4 FA، MLRS، ديسمبر 2007 إلى سبتمبر 2008.
- فرقة العمل 3-66، لواء المشاة 172 (الولايات المتحدة)، نوفمبر 2008 إلى نوفمبر 2009 (OIF 08-10) (-) حصلت على تقدير الوحدة المتميزة للعمليات أثناء تعيينها في قاعدة كالدويل للعمليات الأمامية[2]
- فوج الفرسان الأول، السرب الخامس، فورت واينرايت، ألاسكا.
- الجيش العراقي الخامس MiTT
- مهندسو القتال الرابع عشر 2003
- وحدة دعم الحامية جولي روجر، تأسست عام 2006
- فرق المساعدة العسكرية اللوجستية (جزء من قيادة انتقال الأمن المتعددة الجنسيات - العراق) (فريق القوات الجوية الأمريكية/الجيش الأمريكي يقدم المشورة اللوجستية لقائد القاعدة العراقية)
- سرية الشرطة العسكرية رقم 323 (توليدو، أوهايو)، اللواء الثامن عشر للشرطة العسكرية. قدّمت خدمات الأمن للمنشآت من يونيو/حزيران 2003 إلى ديسمبر/كانون الأول 2003 لتدريب أول كتيبتين من الجيش العراقي الجديد.
- سرية الصيانة رقم 1071، الحرس الوطني في ميشيغان. 2005
- فرقة عمل ضابط الصف، فريق التدريب على المساعدة العسكرية، فورت لويس، واشنطن، 2004.
- السرب الأول، فوج الفرسان الرابع عشر، فريق لواء سترايكر القتالي الثالث (SBCT)، فرقة المشاة الثانية ، 2009-2010. المقر الرئيسي وقوة المقر الرئيسي (HHT). عناصر دعم، بالإضافة إلى مركز قيادة متقدم مع قوة رد فعل سريع (QRF). آخر من سلم القيادة للجيش العراقي.

مستشارو فريق التدريب العسكري للتحالف (CMATT) لعمليات القاعدة، قائد الجيش العراقي، فريق الدفاع عن القاعدة 2005-2008.
حُلَّت قاعدة كالدويل للعمليات الأمامية في فرقة التدريب العسكرية الأكبر (KMTB) في 3 أبريل 2010 وسُلِّمَت إلى الفرقة الخامسة من الجيش العراقي.